# Joseph Franklin Rutherford
Joseph Franklin Rutherford (8 de noviembre de 1869 - 8 de enero de 1942), también conocido como "el juez Rutherford" (Judge Rutherford, en inglés), fue un líder religioso y abogado estadounidense que se desempeñó entre 1917 a 1942 como 3.° Presidente de la Sociedad Watchtower. En 1931, tras la disolución de facto del movimiento de los estudiantes de la biblia, organizó y constituyó los testigos de Jehová, cuyas bases doctrinales e ideológicas se distanciaron radicalmente de las sostenidas por los movimientos religiosos que se separaron de la autoridad de la sociedad Watchtower.
Rutherford comenzó una carrera en derecho, trabajando como taquígrafo judicial, abogado litigante y fiscal. Se convirtió en juez especial en el distrito judicial de Misuri en algún momento después de 1895. Desarrolló un interés en las doctrinas del presidente de la Sociedad Watchtower, Charles Taze Russell, lo que lo llevó a unirse al movimiento de los Estudiantes de la Biblia, y se bautizó en 1906. Fue nombrado asesor legal de la Sociedad Watch Tower en 1907, así como también representante itinerante antes de su elección como presidente en 1917. Su primera presidencia estuvo marcada por una disputa con la junta directiva de la Sociedad, en la que cuatro de sus siete miembros lo acusaron de comportamiento autocrático y buscaron reducir sus poderes. Asimismo, otras polémicas como la construcción de Beth Sarim, hicieron insostenible la situación del movimiento de los estudiantes de la biblia. La crisis de liderazgo resultante dividió a la comunidad de Estudiantes de la Biblia y contribuyó a la pérdida de una séptima parte de los adherentes en 1919 y de miles más en 1931, hechos que llevaron a la disolución de facto del movimiento.
Bajo su dirección como líder religioso entre 1931 a 1942, impuso una estructura administrativa autoritaria y autárquica, que más tarde llamó teocracia, exigiendo que todos los seguidores distribuyeran literatura mediante la predicación puerta a puerta y proporcionaran informes periódicos de su actividad de predicación. También instituyó programas de capacitación para hablar en público como parte de sus reuniones semanales de adoración. Estableció 1914 como la fecha del regreso invisible de Cristo, reafirmando las hipótesis esotéricas de Russell, y, con base en hipótesis de Miguel Servet y otros teólogos, afirmó y estableció el dogma de que Cristo murió en un madero. Formuló la cosmovisión escatológica de Armagedón como la guerra de Dios contra los malvados, con base en teorías de la conspiración, y reforzó la creencia de que el comienzo del reinado de Cristo era inminente. Condenó la observancia de celebraciones tradicionales como la Navidad y los cumpleaños, el saludo a las banderas nacionales y el canto de himnos nacionales. Escribió veintiún libros de la Sociedad Watch Tower y en 1942 la Sociedad le atribuyó la distribución de casi 400 millones de libros y folletos.

## Biografía

### Primeros años
Nació el 8 de noviembre de 1869 en una granja del condado de Morgan (Misuri, EE. UU.), en una familia bautista. Cuando tenía 16 años, su padre le permitió acceder a la universidad, con la condición de que pagara sus estudios y mantuviera al mismo tiempo a un empleado que trabajara en sus ocupaciones en la granja familiar. Rutherford, consiguió que un amigo le hiciera un préstamo, con lo que pudo trabajar y estudiar derecho simultáneamente.
También aprendió taquigrafía y llegó a trabajar de taquígrafo de tribunal. A los 20 años fue nombrado relator de tribunal para los tribunales del Decimocuarto Circuito Judicial de Misuri. El 5 de mayo de 1892 se graduó como abogado en Misuri. Durante dos años, Rutherford trabajó bajo la tutela del juez E. L. Edwards. Más tarde, fue fiscal público de Boonville (Misuri) por cuatro años. Luego, en varias ocasiones, sustituyó al juez especial del tribunal del Octavo Circuito Judicial de Misuri.
En 1909, fue aceptado para ejercer la abogacía delante del Tribunal Supremo de los Estados Unidos, razón por la que se le llegó a conocer como "el juez" Rutherford.

### Relación con el movimiento de los estudiantes de la biblia y la sociedad Watchtower antes de 1917
Según una entrevista que él mismo concedió en julio de 1913 al periódico The Homestead, the Springfield (Massachusetts, EE. UU.), antes de casarse, las creencias religiosas de Rutherford eran bautistas, y las de su futura esposa, presbiterianas. Cuando el pastor de Rutherford dijo que “ella iba a ir al infierno porque no estaba bautizada y que él iba a ir directamente al cielo porque sí lo estaba, su mente lógica se rebeló y se hizo agnóstico”. Habrían de pasar varios años de cuidadosa investigación para que volviera a tener fe en un Dios personal. Los libros de Charles Taze Russell influyeron decisivamente en sus definitivas convicciones. Declaró, que su razonamiento se basó en la suposición de que “lo que no satisface la mente no tiene derecho de satisfacer el corazón”. Los cristianos “deben asegurarse de que las Escrituras en las que creen sean veraces”, dijo, y añadió: “Tienen que conocer el fundamento en el que se basan”.
Mientras trabajaba vendiendo enciclopedias durante sus primeros años de carrera, se prometió a sí mismo que cuando fuera abogado, si alguien iba a su oficina vendiendo libros, los compraría. Fiel a su palabra, aceptó en 1894 tres tomos de "La Aurora del Milenio" (escritos por Charles Taze Russell, presidente de la Sociedad Watch Tower), cuando lo visitaron dos repartidoras o evangelizadoras (llamados en inglés colporteurs, predecesores de los precursores de hoy) en su oficina. Varias semanas después leyó los libros, y seguidamente envió a la Sociedad Watch Tower una carta que decía: "Mi querida esposa y yo hemos leído estos libros con el más profundo interés, y consideramos una dádiva de Dios y una gran bendición haber tenido la oportunidad de recibirlos".
En 1905 fue visitado por el peregrino (representante viajante de la Sociedad Watch Tower) Alexander Hugh Macmillan, quien le animó a difundir sus creencias. En 1906, Rutherford, fue bautizado por Macmillan en Saint Paul (Minnesota) junto a 144 personas más. Ese mismo año Rutherford escribió el folleto "God's Plan of Salvation From a Lawyer's Point of View" ("El plan de salvación de Dios desde el punto de vista de un abogado").
En 1907 llegó a ser el asesor jurídico de la Sociedad Watch Tower y sirvió en las oficinas centrales de Pittsburg. Se encargó de negociar los asuntos cuando la Sociedad trasfirió sus operaciones a Brooklyn (Nueva York) en 1909.

### Presidente de la Sociedad Watchtower
Al fallecer Charles Taze Russell, fue elegido como el segundo presidente de la Sociedad Watch Tower en enero de 1917. Supo dirigir bien los asuntos espirituales de esa sociedad. Por las leyes aprobadas tanto por la convención de Pittsburgh y la junta de directores, se declaró que el presidente sería el director ejecutivo y gerente general de la Sociedad, lo que implicaba coordinar toda la obra mundial de los Testigos de Jehová. Como nuevo presidente, dio expansión al servicio de "repartidor" de esta forma pensaba que la predicación del Reino sería más intensa. Esto hizo que el total de repartidores subiera de 337 a 461. Para ayudarlos, en 1917 la Sociedad empezó a publicar un periódico llamado Bulletin (Boletín). Este contenía instrucciones periódicas para el servicio desde la central. 
Unos meses después de su elección, algunos miembros del movimiento se opusieron a él. Poco antes de su muerte Charles Taze Russell quiso enviar a Gran Bretaña a Paul S. L. Johnson, un orador capacitado, para fortalecer a los Estudiantes de la Biblia de ese país. Por respeto a la voluntad de Russell, la Sociedad lo envió en noviembre de 1916. Pero, al llegar a Gran Bretaña Johnson despidió a dos de los administradores de la Sociedad y afirmó en discursos y cartas que la obra que él efectuaba había sido prefigurada en las Escrituras por Esdras, Nehemías y Mardoqueo. Decía que era el mayordomo al que hizo referencia Jesús en su parábola de Mateo 20:8. Trató de tomar control del dinero de la Sociedad, y entabló una demanda en el Tribunal Supremo de Londres para conseguir su propósito.
Al no lograrlo, regresó a Nueva York. Allí trató de obtener el apoyo de algunos que servían en la junta de directores de la Sociedad. Cuatro de los siete directores, Robert H. Hirsh, Alfred I. Ritchie, Isaac F. Hoskins y James D. Wright, decidieron que habían cometido un error al apoyar la ampliación de poderes de Rutherford, alegando que Rutherford se había convertido en un autócrata. Presentaron por ello una resolución para revocar los estatutos de la Sociedad Watch Tower, para desarrollar un sistema colegiado de gobierno dirigido por la junta directiva a manera de cuerpo gobernante. También se opusieron a la publicación del libro de Rutherford "The Finished Mystery" —vol. 7 "Studies in the Scriptures", basado en escritos de Russell, pues estimaban que debió habérseles consultado y no solo a tres miembros del comité de redacción, como había establecido Russell en su testamento (Solo Hirsh era miembro de ese comité editorial de cinco). Rutherford emprendió una acción legal con lo que pudo pedir a sus opositores que salieran del Hogar Betel. En la reunión anual de los accionistas de la Sociedad Watch Tower, a principios del año siguiente, cuando se eligió la junta de directores y los directores principales para el año siguiente, los opositores sufrieron un rechazo abrumador. A raíz de esto, ellos y otros opositores a la presidencia de Rutherford formaron sus propias sectas separadas.
En Los Ángeles (California) el 24 de febrero de 1918, J. F. Rutherford pronunció una conferencia bíblica intitulada "El mundo ha terminado: Millones que ahora viven quizás nunca mueran". En 1920 se publicaría en forma de libro, llegó a conocerse en español como: "Millones que ahora viven no morirán jamás".
En junio de 1918 Rutherford fue encarcelado junto con siete Estudiantes de la Biblia a una pena de 20 años de reclusión. Los cargos contra ellos giraban en torno a algunas afirmaciones hechas en el séptimo tomo de Estudios de las Escrituras, titulado "El misterio terminado". Se interpretó que tales afirmaciones implicaban la oposición a que Estados Unidos participara en la Primera Guerra Mundial. Fue liberado en 1919, nueve meses después de ser condenado, y acabada ya la guerra. El 5 de mayo de 1920 se exoneró a J. F. Rutherford y los demás.
En 1919 Rutherford decidió celebrar una gran asamblea, con un propósito extraordinario. El lugar elegido fue Cedar Point (Ohio) en esta asamblea, Rutherford pronunció un discurso "Anunciando el Reino", en él anunció la publicación de una nueva revista: "The Golden Age" (La edad de oro) que más tarde llegó a conocerse en español como "¡Despertad!".
El domingo 7 de septiembre en esa misma asamblea habló a un auditorio público de 7000 personas sobre el tema: "La esperanza para la humanidad angustiada," y habló a favor del reino de Dios contra lo que consideraba el sustituto humano, la Liga o Sociedad de Naciones que entonces había sido propuesta.
En 1921 la Sociedad Watch Tower publicó un nuevo libro llamado "El arpa de Dios", escrito por J. F Rutherford y editado en 22 idiomas.

### Cambios de organización y ajustes doctrinales
Como presidente de la Sociedad Watch Tower, introdujo numerosos cambios de organización y ajustes doctrinales. Reorganizó el movimiento bajo una estructura centralizada y jerárquica a la que se denominó "teocrática" ya que los cargos no se ocupaban por recibir votos sino por cumplir requisitos basados en la Biblia.
Doctrinalmente, se ajustaron muchos entendimientos bíblicos de la época de su antecesor, calificándolos de mejor comprensión de diversos aspectos de la Biblia. Esto incluye la idea de que el Reino Mesiánico nació de forma invisible en el cielo en 1914, que el testimonio de Mateo 24:14 se cumpliría después de esa fecha, que la gran muchedumbre de Revelación (Apocalipsis) c. 7 viviría eternamente en la Tierra, que el tema más importante de la Biblia no es la salvación del hombre sino la glorificación de Dios, que debían evitarse celebraciones con raíces paganas como la Navidad o los cumpleaños, o celebraciones patrióticas, etc.
Durante los años veinte y treinta del siglo XX se organizó la predicación de forma más sistemática y se apartaron días específicos para ello.
A partir de 1920, J.F. Rutherford y unos cuantos asociados viajaron por el mundo en una gira de predicación y establecimiento de las sucursales de la Sociedad. En estas giras de servicio estuvo en: Australia, Bélgica, Canadá, Creta, Cuba, Dinamarca, Egipto, España, Fiyi, Finlandia, Francia, Gran Bretaña, Grecia, Hawái, Nueva Zelanda, Países Bajos, Palestina, Portugal, Samoa estadounidense, Suecia y Suiza entre otros.
En febrero de 1924 empezó a funcionar la primera emisora de radio de la Watch Tower, como un medio de difundir sus creencias, que alcanzó gran auge especialmente en la década de los años treinta del siglo XX. Continuaron valiéndose de ella hasta 1957, cuando fue vendida, después de haber cumplido con su propósito por más de tres decenios.
En mayo de 1926 se introdujo un cambio en la formalidad de sus servicios religiosos, cuando en una asamblea que se celebró en Londres (Gran Bretaña), J. F. Rutherford habló desde la plataforma mientras vestía un traje de calle corriente en vez de la formal levita negra usada por discursantes religiosos.
En 1927, a fin de facilitar la impresión de literatura bíblica, construyeron su propia fábrica en Brooklyn.

### Fundación de lostestigos de Jehová
Del 24 al 30 de julio de 1931, las facciones afines a la Sociedad Watchtower celebraron una asamblea en Columbus, Ohio. Joseph Franklin Rutherford en una resolución presentada por el mismo e intitulada "Un nuevo nombre" dijo:

"Ahora por lo tanto, para que se sepa nuestra verdadera posición, y creyendo que esto está en armonía con la voluntad de Dios, según se expresa en su Palabra, resuélvase, como sigue, a saber:

"Que amamos mucho al hermano Charles T. Russell, por su obra, y que gustosamente reconocemos que el Señor lo utilizó y bendijo grandemente su obra, pero no podemos en consistencia con la Palabra de Dios consentir en ser llamados por el nombre 'russelistas'; que la Watch Tower Bible and Tract Society y la Asociación Internacional de Estudiantes de la Biblia y la Peoples Pulpit Association son meramente nombres de corporaciones que como compañía de gente cristiana poseemos, controlamos y usamos para ejecutar nuestra obra en obediencia a los mandamientos de Dios, pero ninguno de estos nombres propiamente se adhiere o aplican a nosotros como cuerpo de cristianos que seguimos en las huellas de nuestro Señor y Maestro, Cristo Jesús; que somos estudiantes de la Biblia, pero, como cuerpo de cristianos que formamos una asociación, rehusamos asumir, o ser llamados por, el nombre de 'Estudiantes de la Biblia' o nombres semejantes como medio de identificación de nuestra debida posición ante el Señor; rehusamos llevar o ser llamados por el nombre de hombre alguno. Que habiendo sido comprados con la sangre preciosa de Jesucristo nuestro Señor  y Redentor, justificados y engendrados por Jehová Dios y llamados a su reino, sin vacilación declaramos nuestra completa lealtad y devoción a Jehová Dios comisionados para hacer una obra en su nombre, y, en obediencia a su mandamiento, para entregar el testimonio de Jesucristo, y dar a conocer a la gente que Jehová es el verdadero Dios Omnipotente; por lo tanto gozosamente aceptamos el nombre que la boca del Señor Dios ha pronunciado, y  deseamos ser conocidos como, y llamados por el nombre de, Testigos de Jehová"

J. F. Rutherford se inspiró en el versículo de Isaías 43:10, y destacó la importancia de dar testimonio de estas creencias.
También en la década de los años treinta del siglo XX se dispuso que se emplearan fonógrafos portátiles, concretamente en el año 1934 la Sociedad Watch Tower lo introdujo de casa en casa para mostrar grabaciones de las conferencias del presidente Rutherford y literatura bíblica, utilizándose también automóviles con altavoces con el mismo propósito.
El 9 de febrero de 1934, Joseph F. Rutherford, envió a Adolf Hitler una carta de protesta por la intolerancia nazi hacia los Testigos de Jehová en Alemania. La misiva fue secundada el 7 de octubre de 1934 por unas veinte mil cartas y telegramas de Testigos de 50 países, entre ellos Alemania.
Desde 1935 se hizo popular el uso general del nombre "salón del Reino" a raíz de la visita ese año del presidente de la Sociedad Watch Tower, Rutherford, de Hawáii y dar inicio al establecimiento de una sucursal en Honolulú designando a dicho auditorio con ese nombre.
En 1935 se celebró en Washington D. C. una convención de los testigos de Jehová. El discurso que presentó Rutherford el segundo día de asamblea trató sobre la "grande muchedumbre" predicha en Revelación o Apocalipsis 7: 9-17. En él explicó que la gran muchedumbre se componía de los "Jonadab" (como se les conocía a los que afirmaban no ser de la clase de los ungidos de los testigos de Jehová) de nuestros tiempos y estos tenían que mostrar a Jehová el mismo grado de fidelidad que los ungidos.
El 31 de enero de 1936 Rutherford presentó el libro "Riches" (Riquezas) que mostraba un nuevo punto de vista de la Sociedad Watch Tower, en cuanto a la Cruz, indicando en este libro,  que Jesucristo había sido ejecutado en un "madero de tormento".
Sus enemigos (principalmente miembros de otras religiones, así como los de los grupos que se escindieron del suyo), lanzaron docenas de acusaciones contra él, que aún hoy siguen repitiéndose especialmente a través de Internet y de libros de ex Testigos de Jehová.
Por ejemplo, se le acusó de haber violado el testamento de Russell para echar a los directores opuestos a él, pese a que dicho testamento no nombra a ninguna junta directiva. Se le acusó también de ser despótico y violento; sus amigos reconocen que tenía un carácter rudo y apasionado, pero no violento. Macmillan, llegó a decir de Rutherford que era un hombre "directo y franco que no escondía lo que sentía". Su oposición a la hipocresía religiosa hizo que algunos le acusaran de ser poco piadoso y utilizar un lenguaje demasiado vulgar. Su oposición a la idea de grupos fundamentalistas de que la Ley Seca tuviese origen divino llevó a que lo acusaran de alcohólico.
Sus amigos y miembros de su movimiento en cambio le consideran una persona enérgica pero humilde al mismo tiempo, decidida y entusiasta, y consideran que desempeñó un papel clave en una época muy difícil para el movimiento, la época de las dos guerras mundiales y la entreguerra. J.F. Rutherford falleció el 8 de enero de 1942 en una casona donada por un amigo, llamada Beth Sarim, enfermo de cáncer de colon, Su cadáver pasó 3 semanas sin entierro mientras sus amigos y colaboradores intentaban conseguir los permisos legales para enterrarlo en Beth Sarim, los cuales jamás obtuvieron. Rutherford finalmente fue sepultado en Rossville, Nueva York, en Staten Island, en un lote hoy desconocido, en el cementerio privado de la Watch Tower.

### Obras
Libros publicados por Joseph Rutherford:
- Man's Salvation From a Lawyer's Viewpoint, 1906.
- Can the Living Talk With the Dead?, 1920.
- Millones que ahora viven no morirán jamás, 1920.
- Talking With the Dead, 1920.
- El arpa de Dios, 1921, 1924-8, 1937, 1940.
- Comfort For The Jews, 1925.
- Deliverance, 1926.
- Creation, 1927, 1939.
- Restoration, 1927.
- Government, 1928.
- Prosperity Sure, 1928.
- Reconciliation, 1928, 1937.
- Life, 1929.
- Prophecy, 1929.
- Our Lord's Return, 1929.
- Light, Book 1, 1930.
- Light, Book 2, 1930.
- Vindication, Vol 1, 1931.
- Vindication, Vol 2, 1932.
- Vindication, Vol 3, 1932.
- Preservation, 1932.
- What is Truth?, 1932.
- Jehovah, 1934.
- Universal War Near, 1935.
- Riches, 1936.
- Armageddon the Greatest Battle of all Time, 1937.
- Enemies, 1937.
- Face the Facts, 1938.
- Salvation, 1939.
- Religion, 1940.
- Children, 1941.